# غيكالو (سيسينيجا)
غيكالو (بالروسية: Гикало) هي مدينة في جمهورية الشيشان في روسيا. ويبلغ عدد سكانها حوالي 5525 نسمة.